# Alberto Fuguet
Alberto Felipe Fuguet de Goyeneche (Santiago del Cile, 7 marzo 1963) è uno scrittore, giornalista e regista cileno.

## Biografia
Alberto Fuguet è nato a Santiago del Cile ma la sua famiglia si trasferì ben presto ad Encino, in California, dove ha vissuto fino all'età di 13 anni. 
La sua famiglia tornò definitivamente in Cile nel 1975, durante gli anni della dittatura di Augusto Pinochet. Per il giovane Fuguet il ritorno in patria fu particolarmente traumatico: non parlava spagnolo e si dedicò profondamente alla lettura al fine di conoscere al meglio la lingua e di riuscire ad integrarsi in un nucleo sociale radicalmente differente da quello statunitense. Il primo libro da lui letto in spagnolo fu Papelucho, un libro per bambini di Marcela Paz, che sarebbe poi stato fondamentale per costruire Matías Vicuña, il protagonista del suo primo romanzo, Mala Onda.
Dopo un anno di studi di sociologia si laureò quindi in giornalismo all'Università del Cile. All'attività giornalistica, Fuguet ha sempre alternato quella di critico musicale e cinematografico, di scrittore e di sceneggiatore. Inoltre, la sua opera ha avuto una certa influenza su molti scrittori contemporanei, soprattutto per via della sua opposizione al realismo magico latinoamericano e la scelta di dedicarsi ad una letteratura più realista ed urbana.
L'America Latina, secondo Fuguet, non riguarda soltanto immagini caricaturali come quelle dei "tucani parlanti e delle nonnette volanti", ma piuttosto una forte realtà, che ha tentato di trasporre nei suoi testi. Va in questo senso l'intero movimento letterario McOndo, che si ispira all'omonima raccolta di racconti redatta dallo Alberto Fuguet nel 1996 e che tenta di superare le convenzioni del realismo magico attraverso le modalità narrative dei mezzi di comunicazione di massa, contestualizzando le opere nella civiltà urbana con elementi provenienti dalla cultura pop, soprattutto statunitense.
Fuguet pubblicò una prima raccolta di racconti nel 1990 (Sobredosis, che vuol dire "overdosi"). La raccoltà ebbe un successo incredibile in Cile, sebbene la sua consacrazione sarebbe venuta solo con il romanzo Mala Onda ("Onda Cattiva", 1991), che racconta la storia di un giovane di Santiago e della sua vita sotto la dittatura militare di Pinochet.
A questo romanzo hanno fatto seguito Por favor, rebobinar ("Per favore, riavvolgere", 1994) e Tinta roja ("Inchiostro rosso", 1998), che come il precedente si basavano su personaggi provenienti dal mondo metropolitano di Santiago.
Nel 1999 la rivista Time e la CNN lo hanno inserito nella lista dei 50 leader latino-americani del XXI secolo.
Nel 2003 ha pubblicato un libro semi-autobiografico: Las películas de mi vida ("I film della mia vita"), nel quale un sismologo analizza la propria vita attraverso i film che lo hanno più colpito.
Il suo romanzo Tinta roja è stato portato al cinema nel 2000 dal cineasta peruviano Francisco Lombardi. Fuguet ha poi scritto la sceneggiatura del film Dos hermanos, diretto da Martín Rodríguez e poi, nel 2005, ha diretto il suo primo film, Se arrienda.
Nel 2011 è stato premiato al Festival internazionale del cinema di Valdivia con il film Música campesina con il premio per il miglior lungometraggio.
Nel 2015 ha pubblicato un nuovo romanzo, No ficción, nel quale esplora il mondo dell'omosessualità.

## Opere

### Romanzi
- Mala onda, Alfaguara, 1991
- Por favor, rebobinar, Alfaguara, 1994
- Tinta roja, Alfaguara, 1998
- Las películas de mi vida, Alfaguara, 2003 (pubblicato in italiano con il titolo I film della mia vita, trad. di Chiara Muzzi, La nuova frontiera, 2012)
- Missing (una investigación), Alfaguara, 2009 (pubblicato in italiano con il titolo Missing: una ricerca, trad. di Alessio Cazzaniga, Marcos y Marcos, 2004)
- Aeropuertos, Alfaguara, 2010
- No ficción, Literatura Random House, 2015
- Sudor, Literatura Random House, 2016

### Racconti e raccolte di racconti
- Sobredosis (Deambulando por la orilla oscura), Planeta, Santiago, 1990
- Cortos, Alfaguara, 2004
- Prueba de aptitud, 2006
- Juntos y solos, UDP, 2014
- Cuentos reunidos, Literatura Random House, Santiago, 2018

### Opere curate
- Cuentos con Walkman, Planeta, 1993 (con Sergio Gómez)
- McOndo, Grijalbo, 1996 (con Sergio Gómez)
- Se habla español: voces latinas en USA, Alfaguara, 2000 (con Edmundo Paz Soldán)

### Graphic novel
- Road Story, Alfaguara, 2007 (con Gonzalo Martínez)

### No fiction, saggistica, giornalismo
- Primera parte, Aguilar, 2000
- Dos hermanos: tras la ruta de En un lugar de la noche, Aguilar, 2000
- Apuntes autistas, Editorial Epicentro Aguilar, 2007
- Cinépata (una bitácora), Alfaguara, 2012
- Tránsitos. Una cartografía literaria, Ediciones UDP, Santiago, 2013
- Todo no es suficiente (La corta, intensa y sobreexpuesta vida de Gustavo Escanlar), Alfaguara, 2014
- VHS (unas memorias), Literatura Random House, Santiago, 2017

## Filmografia

### Regista
- Las hormigas asesinas - cortometraggio (2004)
- Se arrienda (2005)
- 2 horas - cortometraggio (2009)
- Velódromo (2010)
- Música Campesina (2011)
- Locaciones: Buscando a Rusty James - documentario (2013)
- Invierno (2015)
- Cola de Mono (2018)
- Siempre sí (2019)
- Todo a la vez (la mirada de Paco y Manolo) - documentario (2021)

### Sceneggiatore
- 10.7, 1997.
- Mi abuelo mi nana y yo, sitcom (TVN, 1998)
- Dos hermanos: En un lugar de la noche, 2000
- Tinta roja, 2000
- Las hormigas asesinas, 2004
- Se arrienda, 2005, con Francisco Ortega
- Perdido, guion coescrito con René Martín (sin producir)
- Velódromo, 2010, con René Martín
- Locaciones: Buscando a Rusty James, 2013
- Música campesina, 2011
- Invierno, 2015
- Cola de mono, 2018

### Produttore
- Dos hermanos: En un lugar de la noche, 2000
- Las hormigas asesinas, 2004
- Se arrienda, 2005
- Malta con huevo, 2007
- Invierno, coproductor, 2015

## Premi
- 1991, Premio Municipal de Literatura de Santiago, categoria Racconti, per Sobredosis (Deambulando por la orilla oscura)
- 2010 Premio Periodismo de Excelencia, categoria intervista, per Los 100 de Hinzpeter, pubblicato nella rivista Qué Pasa, 18.06.2010.
- 2011, Miglior lungometraggio al Festival internazionale del cinema di Valdivia per Música campesina.
- 2011, Premio Moviecity Festival internazionale del cinema di Valdivia per Música campesina